# David Gutiérrez Palacios
Gutiérrez  Palacios est un nom espagnol. Le premier nom de famille, en général paternel, est Gutiérrez ; le second, en général maternel, souvent omis, est Palacios.
David Gutiérrez Palacios (né le 28 juillet 1987 à Hinojedo (es)) est un coureur cycliste espagnol. Il est le frère de José Iván Gutiérrez.

## Palmarès
- 2008
  -  Champion d'Espagne sur route espoirs
  - Gran Premio Ayuntamiento de Camargo
  - Mémorial Avelino Camacho
  - 3e du Gran Premio San José
- 2011
  - 2e du Laudio Saria
  - 2e du Mémorial Juan Manuel Santisteban
  - 3e du Trophée Guerrita
  - 3e de l'Adziondo Klasica